# Hakea bucculenta
Hakea bucculenta es una especie de arbusto perteneciente a la familia Proteaceae, originario de Australia Occidental en un área entrte Bahía Shark y Geraldton. Está estrechamente relacionada con Hakea francisiana.

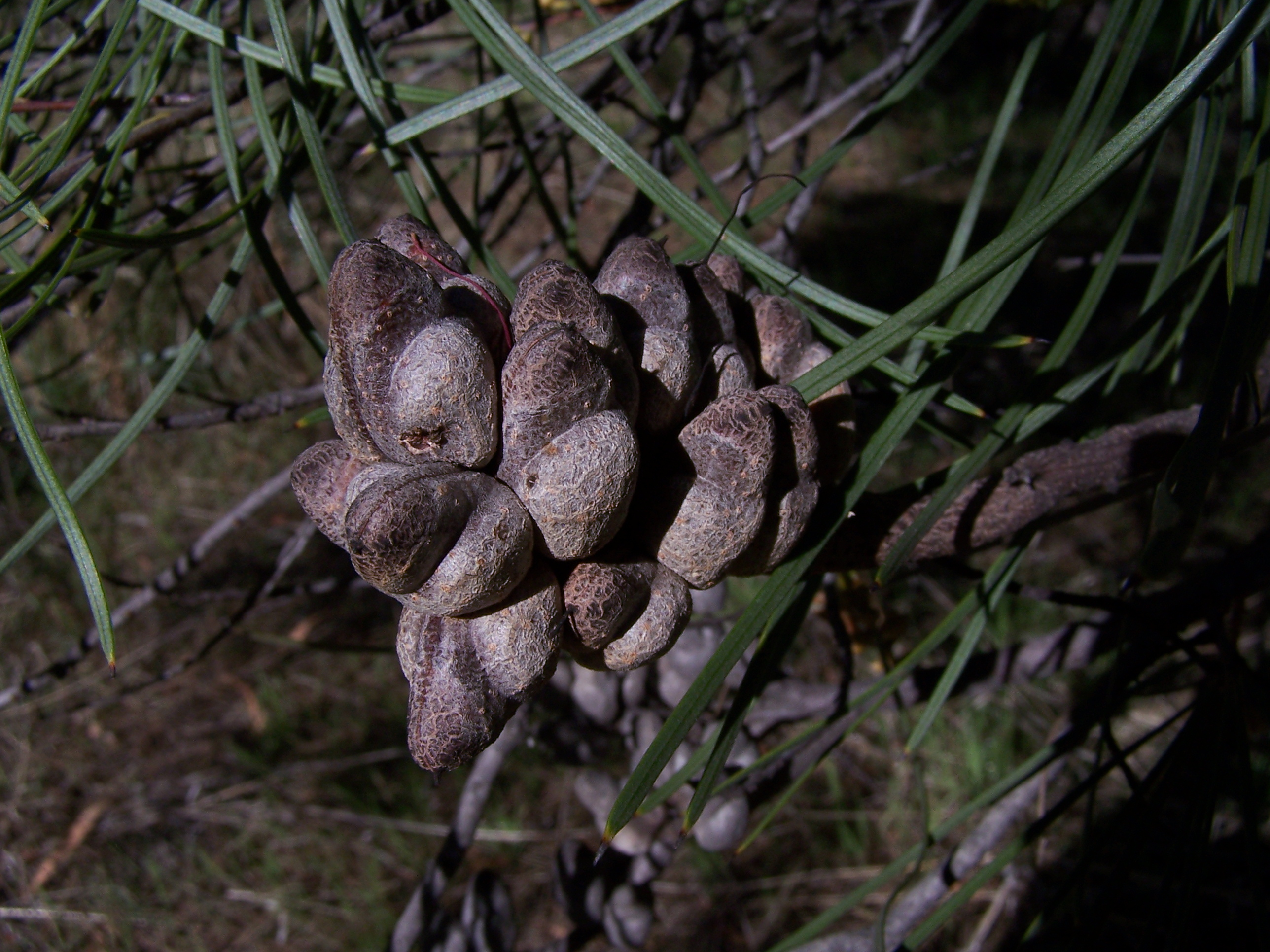

## Descripción
Alcanza una altura de entre 1,5 y 4,5 m y produce vistosas flores terminales  naranja-rojas alargadas en invierno y la primavera, seguida de cápsulas con semillas leñosas que miden 22 mm de largo y 15 mm de ancho. Sus hojas son largas y estrechas,  de 90 a 200 mm de longitud y entre 1 y 3 mm de ancho.

## Cultivo
Hakea bucculenta es sensible a Phytophthora cinnamomi y por lo tanto difícil de mantener viva en zonas de alta humedad. Puede ser injertada con éxito en Hakea salicifolia.

## Taxonomía
Hakea bucculenta fue descrita por Charles Austin Gardner y publicado en J. Roy. Soc. Western Australia 22: 123 1935-1936
Etimología
Las hakeas fueron denominadas por el Barón Christian Ludwig von Hake, en el siglo XVIII, el patrón alemán de la botánica.